# Sułowiec
Sułowiec – wieś w Polsce położona w województwie lubelskim, w powiecie zamojskim, w gminie Sułów. Leży przy drodze wojewódzkiej nr 
W latach 1975–1998 miejscowość administracyjnie należała do ówczesnego województwa zamojskiego.
Wieś jest sołectwem w gminie Sułów. Według Narodowego Spisu Powszechnego Ludności i Mieszkań z roku 2011 wieś miała 318 mieszkańców.
Wierni Kościoła rzymskokatolickiego należą do parafii pod wezwaniem Znalezienia Krzyża Świętego w Mokrelipiu lub do parafii pod wezwaniem św. Apostołów Piotra i Pawła w Tworyczowie.

## Części wsi
| SIMC    | Nazwa            | Rodzaj    |
| ------- | ---------------- | --------- |
| 0899822 | Kolonia          | część wsi |
| 0899839 | Kolonia Dworska  | część wsi |
| 0899845 | Kolonia Środkowa | część wsi |
| 0899851 | Majdan           | część wsi |
| 0899868 | Starowieś        | część wsi |

26 października 1928 roku w okolicach Sułowca miała miejsce katastrofa lotnicza, w której śmierć ponieśli dwaj polscy piloci z 6 Pułku Lotniczego z okolic Lwowa – podporucznik Ludwik Wojnarowicz i kapral Wiktor Brążert. Miejsce katastrofy upamiętnia krzyż.

## Historia
W połowie XIX wieku obszar dworski należał do rodziny Sawickich, około 1890 roku była to własność Huskowskiego. W XVIII wieku posesorem Sułowca był ponoć Michał Dzierżanowski herbu Grzymała, konfederat barski, ale także awanturnik.